# Helena Citrónová
Helena Citrónová (en hebreo: הלנה ציטרון; 26 de agosto de 1922 - 4 de junio de 2007) fue una superviviente eslovaca del Holocausto. En el campo de concentración de Auschwitz, tuvo una relación romántica con el SS-Unterscharführer austriaco Franz Wunsch. Su historia fue cubierta en la serie documental de la BBC Auschwitz: Los nazis y 'La solución final y sirvió de inspiración para la ópera Helena Citrónová del compositor tailandés SP Somtow.

## Primeros años de vida
Helena Citrónová nació el 26 de agosto de 1922 en Humenné, en una familia judía-húngara de clase media. Su padre ejercía como cantor y ella mostró una inclinación por el canto desde muy joven. Tenía tres hermanos; su hermana mayor, Róza, se había casado y emigrado, pero volvió en 1939 debido a que su esposo no pudo hallar empleo en el lugar al que se habían mudado.

## En Auschwitz
Helena Citrónová fue trasladada a Auschwitz en el primer transporte masivo que incluía a 997 jóvenes judías solteras de Eslovaquia el 26 de marzo de 1942. Les habían prometido oportunidades de trabajo bien remuneradas en el extranjero, pero en realidad, el gobierno eslovaco, considerando a los judíos como un problema social que debía ser eliminado, había negociado venderlas a la Alemania nazi como fuerza laboral esclava por 500 Reichsmarks por persona (unos 200 en dólares estadounidenses de 1942). En Auschwitz, Citrónová trabajó en los almacenes de Kanada, clasificando las pertenencias de los deportados que habían sido asesinados a su llegada.
En septiembre de 1942, le pidieron a Citrónová que cantara en la celebración del cumpleaños de un guardia. Ella cantó la única canción en alemán que sabía, "Liebe war es nie", que significa "Nunca fue amor". Uno de los guardias, Franz Wunsch, quedó cautivado por su voz y se enamoró de ella al instante. Desde entonces, Wunsch comenzó a enviarle secretamente regalos y cartas de amor, y a usar su posición para protegerla de los peores castigos. Al principio, Citrónová sentía resentimiento hacia Wunsch, pero acabó correspondiéndole como una forma de salvar su vida, aunque no se sabe con certeza si su relación incluía intimidad física.
En octubre de 1944, Róza, la hermana de Citrónová, junto con su esposo y sus dos hijos, fueron deportados a Auschwitz. Citrónová escribió una carta en secreto implorando a Wunsch que los protegiera. Wunsch, bajo el pretexto de castigarla por violar el toque de queda, se acercó a Citrónová para obtener información detallada. Logró salvar a su hermana, quien ya estaba en la cámara de gas, pero no pudo hacer lo mismo por el resto de la familia.
La autoridad de Wunsch no fue suficiente para proteger a los demás familiares de Citrónová. Sus padres fueron asesinados en la cámara de gas y su hermano se suicidó en un intento fallido de fuga. En enero de 1945, cuando el ejército soviético se acercaba a Auschwitz, Wunsch se puso en contacto con Citrónová por última vez, enviándole ropa de abrigo y calcetines para la marcha de la muerte junto con una nota final que decía «Te he querido mucho». Fue una de las prisioneras liberadas del campo por el Ejército Rojo.

## Después de la guerra
Tras el final de la Segunda Guerra Mundial, Helena Citrónová y su hermana Róza regresaron a su ciudad natal, pero todos sus conocidos habían muerto. En julio de 1945 emigraron al Mandato de Palestina.
En Israel, Citrónová contrajo matrimonio con David Tahori, miembro de las Fuerzas de Defensa de Israel, adoptó el nombre de Zippora Tahori y tuvo dos hijos. Falleció el 4 de junio de 2007 y fue enteradaen el cementerio de Yarkon.
Citrónová se negó a responder a todos los intentos de Wunsch de contactarla después de la guerra, quien la había encontrado en su nuevo país mediante el Servicio de Búsqueda Internacional de la Cruz Roja. Eventualmente, Wunsch dejó de escribirle y ella se casó. No obstante, en 1972, Wunsch fue enjuiciado por su involucramiento en Auschwitz, y su esposa contactó a Citrónová, suplicándole que testificara en su favor. Citrónová declaró que había recibido asistencia de Wunsch durante su tiempo en Auschwitz, pero también confirmó haber presenciado crímenes cometidos por él contra otros prisioneros.  Mientras testificaba, evitó el contacto visual con Wunsch, quien finalmente fue liberado porque el plazo de prescripción de sus crímenes había expirado.

## Influencia cultural
En 2003, el documental israelí "Love in Auschwitz" dio a conocer por primera vez la historia de Helena Citrónová y Franz Wunsch.No obstante, esta narrativa ganó mayor reconocimiento mundial con el documental de la BBC de 2005 titulado "Auschwitz: Los nazis y la solución final". 
Inspirado por la entrevista de Citrónová en el documental de la BBC, S. P. Somtow creó la ópera "Helena Citrónová". Esta obra tuvo su estreno en la Opera Siam de Bangkok el 15 de enero de 2020.
La directora israelí Maya Sarfaty abordó la historia en la película Love It Was Not, estrenada en 2020.